# تيري أسكيون
تيري أسكيون (بالفرنسية: Thierry Ascione)‏ هو لاعب كرة مضرب فرنسي سابق، اعتزل تيري التنس في سبتمبر 2010.

## وصلات خارجية
- تيري أسكيون على موقع رابطة محترفي التنس (الإنجليزية)
- تيري أسكيون على موقع الاتحاد الدولي لكرة المضرب (الإنجليزية)
- تيري أسكيون على موقع كأس ديفيز (الإنجليزية)
- تيري أسكيون على موقع خلاصة التنس.كوم (الإنجليزية)
- تيري أسكيون على موقع إي إس بي إن.كوم (الإنجليزية)